# Регенерація (теплотехніка)
Регенерація у теплотехніці — використання теплоти продуктів згоряння для підігрівання палива, повітря або їх сумішей, які надходять в яку-небудь теплотехнічну установку.
Регенератор — теплообмінник, в якому передача тепла відбувається послідовним зіткненням теплого і холодного теплоносіїв.